# Área protegida

Mapa del 2005 que muestra las áreas protegidas a nivel global.
0-3.9% del país está protegido
3.9-11.3% protegido
11.3-22.7% protegido
22.7-41.8% protegido
41.8-72.3% protegido
sin datos

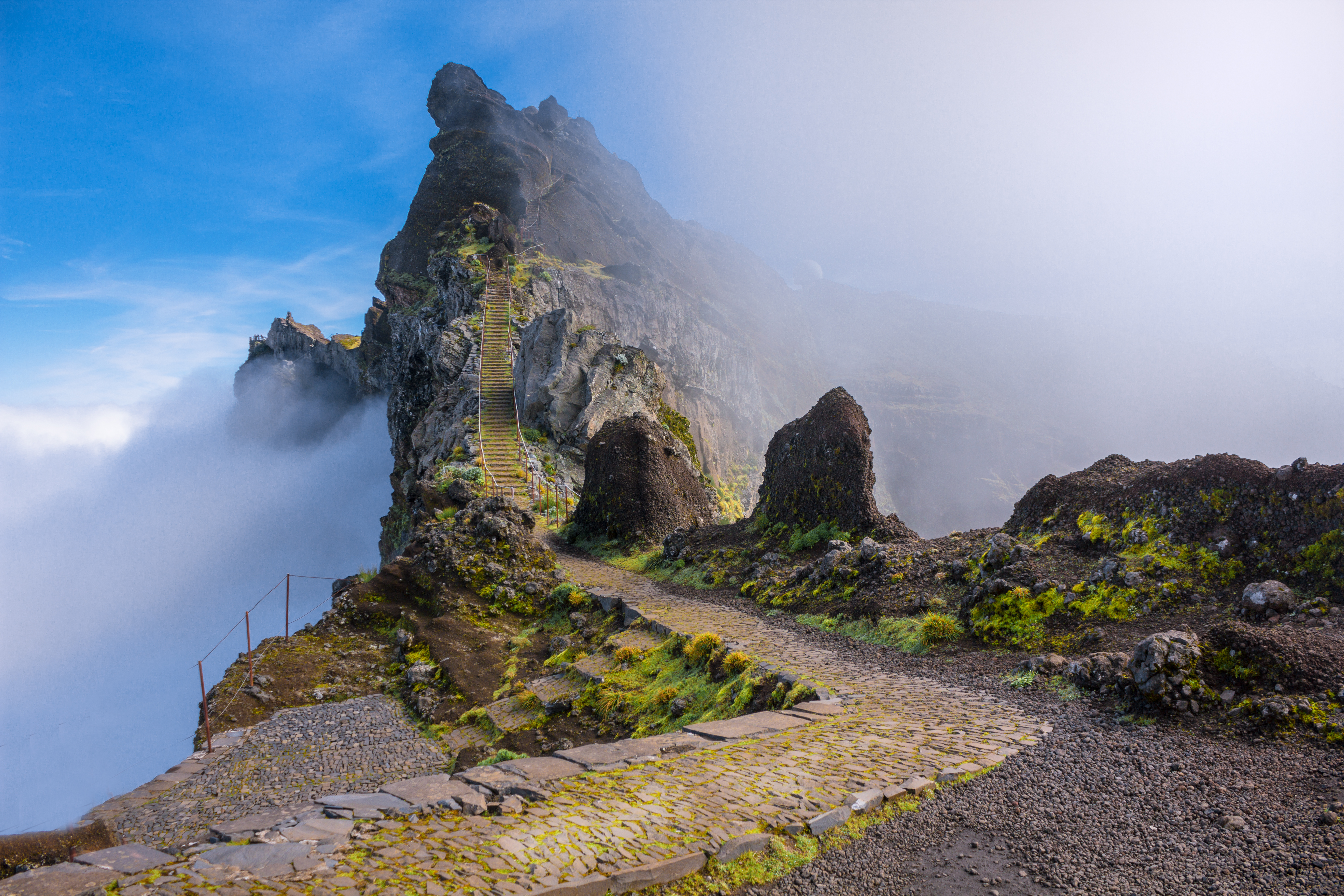
Imagen del Parque natural de Madeira, en Portugal.

Un área protegida o área natural protegida es una zona geográfica regulada legalmente en pos de la conservación de su diversidad biológica. “Las áreas protegidas son superficies de tierra y/o mar especialmente consagradas a la protección y al mantenimiento de la diversidad biológica, así como de los recursos naturales y recursos culturales asociados; y son manejadas a través de medios jurídicos u otros medios eficaces”.
El valor de estas zonas se extiende con frecuencia a los servicios ecosistémicos que prestan y a su diversidad cultural asociada. Existen diferentes tipos de áreas protegidas en función de los objetivos de su declaración, la intensidad de su protección y su forma de gestión. Las áreas protegidas son una herramienta clave en la conservación del patrimonio natural amenazado. En la actualidad las áreas protegidas representan un 15% de la superficie terrestre y un 7% de la marina. Según el artículo 2° del Convenio sobre la Diversidad Biológica (CDB), un área protegida es un “área definida geográficamente que ha sido designada o regulada y es administrada a fin de alcanzar objetivos específicos de conservación”.

## Definición
La definición de área protegida más ampliamente aceptada es la establecida por la Unión Internacional para la Conservación de la Naturaleza:
"Un área protegida es un espacio geográfico claramente definido, reconocido, dedicado y gestionado, a través de medios legales u otros medios efectivos, con la finalidad de lograr la conservación a largo plazo de la naturaleza y sus servicios ecosistémicos y valores culturales asociados." 
Son elementos claves de esta definición:
- Unos límites geográficos bien definidos
- Un reconocimiento legal o equivalente (como normas tradicionales de comunidades locales)
- Un compromiso de protección a largo plazo
- Una gestión activa y eficaz que garantice la conservación
- La inclusión de valores más allá de los estrictamente naturales, como los servicios ecosistémicos que el área presta a las personas, o su patrimonio cultural asociado, siempre que ambos sean compatibles con la conservación

## Tipos de Áreas Naturales Protegidas
- Parque nacional o parque natural: Se constituyen por ser zonas con uno o más ecosistemas de belleza escénica.

- Monumento natural: la biodiversidad normalmente uno o varios elementos naturales específicos de notable importancia nacional, tales como una formación geológica, un sitio natural único, hábitats con especies animales o vegetales que podrían estar amenazados. En estos sitios la intervención humana, si es que está permitida, es muy leve y está bajo control estricto.

- Paisaje protegido: superficie de territorio, terrestre o marino, en el cual el hombre ha intervenido significativamente en el ambiente pero que, junto con la naturaleza, ha producido una zona de carácter definido, de singular belleza escénica o con valor de testimonio natural, y que podrá contener valores ecológicos o culturales.

- Sitios de protección: aquellas áreas relativamente pequeñas que poseen valor crítico, debido a que; tienen especies de flora o fauna relevantes, en ellas se cumplen etapas claves del ciclo biológico de algunas especies, son importantes para el ecosistema que contienen manifestaciones geológicas, geomorfológicas o arqueológicas relevantes.

## Países con más áreas terrestre protegidas
Estos son los países y dependencias con el mayor porcentaje de su territorio terrestre protegido.
| puesto | País o dependencia    | tierras protegidas(%) | Superficie terrestre (km²) | Continente |
| 1      | Seychelles            | 61,5                  | 460                        | África     |
| 2      | Nueva Caledonia       | 59,7                  | 18 280                     | Oceanía    |
| 3      | Venezuela             | 56,9                  | 882 050                    | América    |
| 4      | Luxemburgo            | 51,3                  | 2 574                      | Europa     |
| 5      | Bután                 | 49,7                  | 38 140                     | Asia       |
| 6      | Brunéi                | 46,9                  | 5 270                      | Asia       |
| 7      | Islas Turcas y Caicos | 44,4                  | 950                        | América    |
| 8      | Palaos                | 44,2                  | 459                        | Oceanía    |
| 9      | Liechtenstein         | 42,6                  | 160                        | Europa     |
| 10     | Hong Kong             | 41,9                  | 1 050                      | Asia       |

Nota: Que un territorio posea un mayor porcentaje de sus tierras protegidas no significa que la extensión de la misma sea mayor a la de un territorio con menor porcentaje, todo depende de la superficie terrestre de cada país.

## Áreas protegidas en el mundo

### España

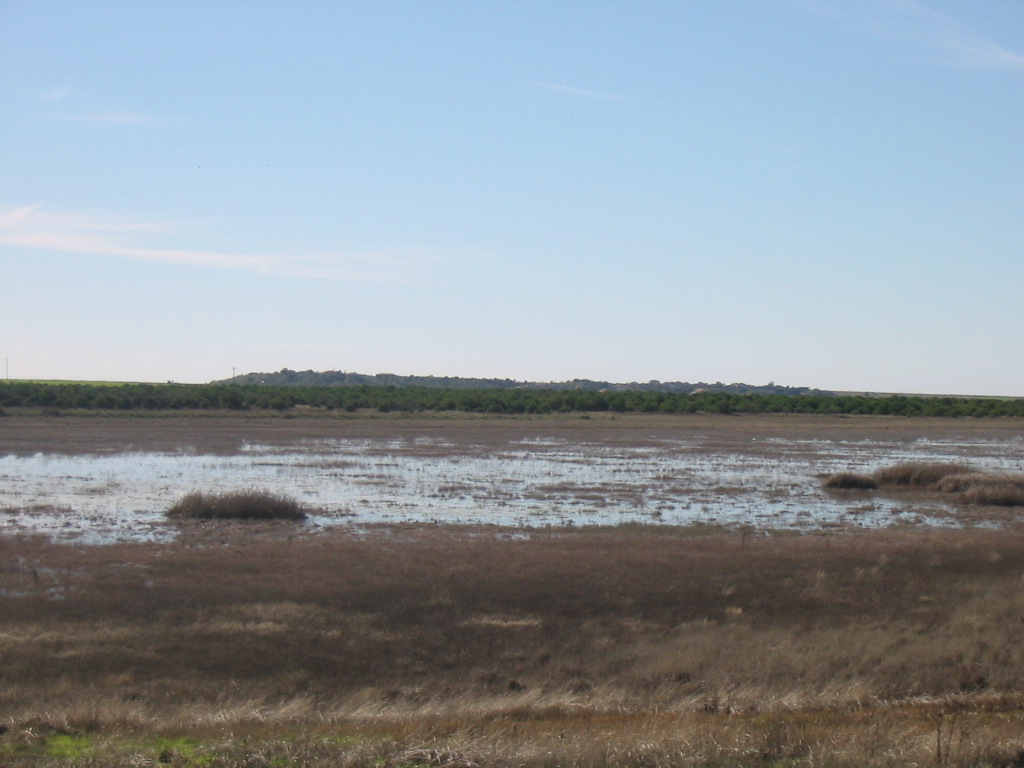
Lagunas de Puebla de Beleña (Guadalajara España). Sitio Ramsar.

A pesar de que España contiene un 50% del total biológico de Europa, según un estudio de la revista Conservación Biológica, el terreno marítimo y terrestre protegido es escaso. Aproximadamente, tan solo un 3% del espacio marino español está mínimamente protegido. Una de las causas de la poca variedad de espacios protegidos en el territorio español es la privatización del terreno.
En el actual país España se hace una distinción entre parque natural y parque nacional. Al contrario de lo que suele pensarse, las categorías de espacios naturales protegidos en España (Ley 4/1989) no se basan en niveles mayores o menores de protección, por lo que el parque nacional no es la figura de mayor protección. Se basa en sus funciones y características que son:
- Parques: áreas naturales, poco transformadas por la explotación u ocupación humana que, en razón a la belleza de sus paisajes, la representatividad de sus ecosistemas o de su flora, de su fauna o de sus formaciones geomorfológicas, poseen unos valores ecológicos, estéticos, educativos y científicos cuya conservación merece atención preferente. Un Parque Nacional lo es por ser de interés nacional en razón de que sea representativo del patrimonio natural y de que incluya alguno de los principales sistemas naturales españoles.

- Reservas naturales: espacios naturales cuya creación tiene como finalidad la protección de ecosistemas, comunidades o elementos biológicos que, por su rareza, fragilidad, importancia o singularidad merecen una valoración especial.

- Monumentos naturales: espacios o elementos de la naturaleza constituidos básicamente por formaciones de notoria singularidad, rareza o belleza, que merecen ser objeto de una protección especial.

- Paisajes protegidos: lugares concretos del medio natural que, por sus valores estéticos y culturales, sean merecedores de una protección especial.

El mayor espacio protegido de España y además parque natural es el parque natural de las Sierras de Cazorla, Segura y Las Villas en la provincia de Jaén, donde nace el río Guadalquivir. El 9,1% de la superficie de España está protegida, siendo Canarias la comunidad autónoma con más área protegida relativa con el 42%, seguida de Cataluña con 21,51% y Andalucía con 18,92%, sin embargo es la comunidad andaluza la que más aporta al total con un 36% del total español.

### Argentina
En Argentina existen 533 áreas protegidas registradas integrando el Sistema de Federal de Áreas Protegidas (SiFAP). Las áreas protegidas continentales, que incluyen también áreas costero-marinas, no estrictamente marinas, cubren una superficie de 40.185.345 hectáreas. Representan el 14,45 % del territorio nacional continental.
Hay 57 áreas protegidas de jurisdicción nacional bajo la Administración de Parques Nacionales y 476 áreas protegidas reconocidas por las provincias bajo alguna categoría de gestión provincial, municipal, universitaria, privada o de gestión mixta, con respaldo normativo provincial o municipal. 
Entre las 57 áreas protegidas nacionales existen 3 áreas marinas protegidas: Namuncurá-Banco Burwood, Banco Burwood II y Yaganes, creadas en el marco del Sistema Nacional de Áreas Marinas Protegidas (SNAMP) establecido por Ley n.º 27037. 
Algunas áreas protegidas cuentan con designación internacional: 15 reservas de biósfera (Programa El Hombre y la Biósfera, MaB-UNESCO), 23 sitios Ramsar (humedales de importancia internacional), 5 bienes de patrimonio mundial natural – UNESCO (Parque Nacional Los Glaciares, Parque Nacional Iguazú, Península de Valdés, Parque Nacional Los Alerces y el conjunto Parque Provincial Ischigualasto - Parque Nacional Talampaya) y 3 bienes de patrimonio mundial cultural – UNESCO (Cueva de las Manos -Río Pinturas, Quebrada de Humahuaca y el Sistema Vial Andino –Qhapaq Ñan– Red vial del Tahuantinsuyo).